# Britt Edlind
Britt Hermana Alexandra Edlind, ogift Melin, född 12 december 1921 i Malmö Sankt Petri församling i dåvarande Malmöhus län, död 12 december 2006 i Oscars församling i Stockholm, var en svensk bilkårist, förbundsordförande och politiker.
Britt Edlind var dotter till chefsarkitekten Carl Melin och Sandra Salmson samt syster till Mona Lodström. Hon blev bilkårist 1949, var kårchef vid Stockholms kvinnliga bilkår 1955–1960 och ordförande för Sveriges kvinnliga bilkårers riksförbund 1960–1967. Hon var ledamot av stadsfullmäktige och socialnämnden i Stockholm 1966–1970 och satt i Svenska Röda Korsets överstyrelse och arbetsutskott 1967–1978. Vidare satt hon i nykterhetsnämnden i Stockholm. Edlind var nämndeman 1972–1988 och medlare från 1974. Hon var ledamot av socialens distriktsnämnd från 1975, dess ordförande 1976–1991 och satt i övervakningsnämnden 1978–1988. Hon var vice förbundsordförande i Riksförbundet mot alkohol- och narkotikamissbruk 1976–1985.
Hon gifte sig 1942 med Göran Edlind (1915–1990). De fick tre döttrar, däribland Louise Edlind Friberg.